# フレモント郡区 (アイオワ州シーダー郡)
フレモント郡区（フレモントぐんく）は、アメリカ合衆国、アイオワ州、シーダー郡にある17の郡区の一つである。2000年の国勢調査で、人口は991人だった。

## 地理
フレモント郡区は、93.9平方キロメートル（36.25平方マイル)で、Stanwoodが含まれる。
アメリカ地質調査所によると、この郡区はStanwoodの1つの霊園が含まれる。